# Põdvalaid
Põdvalaid est une île d'Estonie.